# James Nanor
James Nanor (12 agosto 1976) è un ex calciatore ghanese, di ruolo portiere.

## Carriera

### Club
Ha sempre giocato nel campionato ghanese.

### Nazionale
Con la maglia della Nazionale ha collezionato 10 presenze tra il 1994 e il 2001.